# Al rojo vivo (telenovela)
Al rojo vivo es una telenovela mexicana dirigida por Alfredo Saldaña y producida por Ernesto Alonso para la cadena de televisión Televisa, Se emitió por El Canal de las Estrellas entre los años 1980 y 1981.
Fue protagonizada por Alma Muriel y Frank Moro, con las participaciones antagónicas de Silvia Pasquel, Miguel Palmer, Carlos Ancira y Malena Doria, con las actuaciones estelares de Leticia Perdigón, Gloria Marín, Aarón Hernán y Emilia Carranza, con la participación especial de José María Napoleón.

## Sinopsis
Don Julio Segovia (Aarón Hernán) es un hombre millonario que nunca se casó, ni tiene hijos, vive en su mansión al lado de su sobrina Tina (Silvia Pasquel) una muchacha ambiciosa e interesada que desea heredar su fortuna y que recientemente llegó de provincia a vivir con él. Don Julio sabe que es una hipócrita y decide no heredarle nada, está enfermo del corazón y sabe que va a morir pronto, por lo que decide heredar su fortuna a alguien que no sea de su sangre pero que sí se la merezca, casualmente conoce a Jorge (Frank Moro) un joven y humilde mecánico, es honesto y sincero, por lo que se gana la simpatía de Don Julio que cambia su testamento dejando al mecánico como único heredero de su fortuna. Tina al enterarse se enfurece, por más que intenta convencer a su tío, no lo puede hacer cambiar de opinión, así que decide conquistar a Jorge, va a verlo al taller, pero antes le pide a la secretaria de Don Julio que la acompañe, esa muchacha se llama Liliana (Alma Muriel) es una joven buena y hermosa. Al conocerse Jorge y Liliana surge una gran atracción entre ambos, en cambio Tina le desagrada a Jorge por su altanería.

## Elenco
- Alma Muriel - Liliana Manrique Carmona de Peralta
- Frank Moro† - Jorge Armando Peralta Morán
- Silvia Pasquel - Ana Cristina "Tina" Segovia / Lourdes
- Carlos Ancira - Francisco Peñaranda Ruedas
- Miguel Palmer - Alfredo Álvarez
- José María Napoleón - Benito
- Aarón Hernán - Julio Segovia Linares-Montero
- Gloria Marín - Margarita
- Leticia Perdigón - Emilia Peralta Morán
- Emilia Carranza - Laura
- Malena Doria - Adelaida
- Ignacio Rubiell - Ignacio «Nacho»
- Álvaro Dávila - Álvaro
- Roberto Antúnez - Filiberto
- Victoria Ruffo - Pilar Álvarez
- Antonio Valencia
- Ada Carrasco
- Gustavo del Castillo
- Enrique Barrera - Alejandro

## Versiones
- El precio de tu amor (2000-2001) nueva versión también producida por Ernesto Alonso para la cadena Televisa, protagonizado por Eugenia Cauduro, Eduardo Santamarina y antagonizada por Yadhira Carrillo.

## Premios y nominaciones

### Premios ACE
| Año  | Categoría   | Nominados  | Resultado |
| ---- | ----------- | ---------- | --------- |
| 1982 | Mejor Actor | Frank Moro | Ganador   |